# TOMORROW TODAY
『TOMORROW TODAY』（トゥモロウ・トゥデイ）は日本の音楽ユニット、FAKE?の2ndスタジオ・アルバム。2003年1月22日発売。

## 概要
前作『BREATHE IN...』と同時期に録音された。前作発売から僅か半年後にリリース。初回盤はオリジナルステッカー封入。先行シングル「HERE WE GO」収録。

## 収録曲
作詞・作曲・編曲：FAKE?
1. HEDFUC（4:43）[1]
2. FURTHER AWAY（3:15）[1]
3. EVERGLOW（4:42）[1]
4. DEAD FLY（1:54）[1]
5. SOMETHING ABOUT YOU（4:42）[1]
6. DREAMLIFE 6:13（4:48）[1]
7. BREATHING WATER（4:04）[1]
8. WAVES IN BLUE SAND（1:36）[1]
9. ETERNAL SATELLITES（4:28）[1]
10. CUT（5:00）[1]
11. CARE（4:41）[1]
12. ONE RACE（1:14）[1]
13. HERE WE GO（5:38）[1]